# Vans
Vans és una companyia de calçats que també produeix roba. L'empresa va ser fundada pels germans Jim i Paul Van Doren en el 1966 a Califòrnia. El seu estil, o àmbit dintre del mercat estat dedicat a la roba d'skate i d'altres esports urbans, com parkour, bmx i altres.

## Història

### Inici
El 16 de març de 1966, els germans Paul i Jim Van Doren, obren les portes de la botiga The Van Doren Rubber Company juntament amb els seus socis Gordon Lee i Serge Delia, a Anaheim, Califòrnia.
Al principi només feien sabates per a bàsquet, beisbol, futbol americà i fins i tot Lluita lliure professional. Al 1970 els skaters van començar a portar les sabates Vans, perquè els anava molt bé l’adherencia que tenien, al 77 vans va començar a fer sabates per a bmx, scooter i skate, ja que van veure que la resistència i l’adherencia de les seves sabates eren molt valuoses per aquests esports.
Després d'aquest boom de fama, una mala gestió va fer que l'empresa entres en crisis el, 1984. Fins que aconsegueixen arreglar la situació financera passen 3 anys, però després fan un llançament del model més mític de la companyia (vans steve caballero) el 1995, que generen prou diners com per organitzar un festival musical de rock (el Warped Tour), que s'ha repetit anualment fins a l'actualitat.
Tres anys més tard, Vans va obrir un skatepark a Newport Beach, California a la localitat d'Orange Mall. L'skatepark te 46.000 metres quadrats a l'aire lliure.

### Canvi de propietaris
Durant l’any 2000 els creadors, van decidir vendre Vans, a l'empresa McCown DeLeeuw Co, que es una empresa inversionista.
L’any 2004, vans va inaugurar el customitzador de vans, que permetia que la gent personalitzes les seves sabates, podien posar fotografies, i fer moltes combinacions de colors en diferents models de sabates.
2012 va ser quan l'empresa va llançar una nova tecnologia per a les soles de sabates, anomenada WAFFLECUP, que feien les sabates molt més resistents i adherents, cosa que va atreure encara més skaters a portar el seu calçat. L'augment de popularitat de la marca va fer possible una col·laboració amb Metallica, on tots els membres de la banda dissenyaven la seva pròpia sabata, amb ajuda dels millors professionals de vans.
Dos anys més tard, Iouri Podladtchikov va guanyar els jocs olímpics de snowboard amb unes botes Vans.
El 2015 vans va obrir una galeria d’skate, art i música a Waterloo, que pretenia inspirar i entretenir les pròximes generacions. Dos mesos després l'empresa va treure una col·lecció amb col·laboració amb star wars, que en aquell moment estava tenint un boom.
El 2016 molta més gent va començar a comprar vans Sk8-Hi, que són les que serveixen per a BMX i Vans va organitzar una competició mundial de BMX, anomenada Bmx Pro Cup. Però tot i que l'empresa ja no creixia al mateix ritme que abans, Vans va fer una col·laboració amb Karl Lagerfeld, que va aportar més estil a la marca, ja que fins ara era bàsicament una marca esportiva amb un disseny molt popular.

Fins a l’actualitat, Vans no ha fet cap col·laboració destacable, per exemple, les mes rellevants van ser Malson abans de Nadal, Harry Potter, Els Simpson, i algunes més.

## Models més populars
- Vans old skool
- Vans era
- Vans sk8-hi
- Vans AUTHENTIC
- SLIP ON
- INVADO OG
- SNOW LODGE SLIPPER VANSGUARD
- HI-STANDARD
- LA COST
- CHIMA-PRO[5]